# Wolfgang Hoffmann-Riem
Wolfgang Hoffmann-Riem (ur. 4 marca 1940 w Hannowerze) jest niemieckim prawnikiem i byłym sędzią Federalnego Trybunału Konstytucyjnego w Karlsruhe.

## Kariera
Wolfgang Hoffmann-Riem wychowywał się w rodzinie nauczycielskiej. Miał czworo rodzeństwa. Studiował prawo i ekonomię na uniwersytetach w Hamburgu, Freiburgu, Monachium i Berkeley. W Berkeley uzyskał tytuł Master of Laws. W 1964 roku zdał egzaminy państwowe, a w 1968 roku uzyskał stopień doktora prawa. Po zdaniu drugich egzaminów państwowych w 1970 roku przez cztery lata pracował jako prawnik. W 1974 roku uzyskał habilitację i powołanie na stanowisko profesora prawa publicznego, i zarządzania na Uniwersytecie w Hamburgu, gdzie od 1977 do 1979 roku pełnił funkcję rzecznika prasowego Wydziału Prawa II.
Od 1979 do 1995 Hoffmann-Riem pracował jako dyrektor, a od czerwca 1998 do grudnia 1999 przewodniczący rady wykonawczej powiązanego z Uniwersytetem w Hamburgu Instytutu Hansa Bredowa. Od powołania na sędziego Federalnego Trybunału Konstytucyjnego członek honorowy tej rady. W latach 1981–1983 przewodniczył Stowarzyszeniu Socjologii Prawa, a w latach 1989–1992 Niemieckiemu Stowarzyszeniu Studiów nad Mediami i Komunikacją (Deutsche Gesellschaft für Publizistik- und Kommunikationswissenschaft; DGPuK). Od 1988 roku dyrektor Centrum Prawa Ochrony Środowiska na hamburskim uniwersytecie oraz dyrektor badań i innowacji tej uczelni. Od 1995 do 1997 był senatorem odpowiedzialnym za sprawiedliwość (Justizsenator) w Senacie Hamburga (tzw. Senat Voscherau III – od nazwiska burmistrza, Henninga Voscheraua). Zainicjował wówczas kompleksową reformę wymiaru sprawiedliwości Hamburga, nazywaną „Justiz 2000”.
W tym czasie był również przewodniczącym Komitetu Prawnego Bundesratu. Pomiędzy 1999 a 2008 rokiem sędzia Pierwszej Izby Federalnego Trybunału Konstytucyjnego. W 2007 roku został mianowany niemieckim przedstawicielem w Europejskiej Komisji na Rzecz Demokracji przez Prawo (tzw. Komisja Wenecka).

## Główne zainteresowania badawcze
Hoffmann-Riem postuluje zmianę sposobu rozumienia prawa: w jego przekonaniu nacisk położyć należy na prawo jako technikę społeczną (w rozumieniu decyzji i czynów zmierzających do rozwiązywania konkretnych problemów), a nie wyłącznie hermeneutyczną, tekstową interpretację norm. Kładąc nacisk na tę zdolność porządku prawnego do rozwiązywania problemów (Problemlösungskapazität der Rechtsordnung), Hoffmann-Riem utrzymuje, że efektywny i skierowany na rezultaty system prawa może być instrumentem pomocnym w rozwiązywaniu problemów społecznych i przezwyciężaniu konkretnych konfliktów. Koncept ten wywodzi się ze współzależności pomiędzy normami a społeczną rzeczywistością – „operatywną przestrzenią norm” (Realbereich) „lub realnym sektorem standardów” (Realbereich der Normen) – oraz ze skutków stosowania prawa. Te ostatnie mierzalne są przy tym interdyscyplinarnie, za pośrednictwem instrumentów właściwych socjologii, ekonomii i naukom przyrodniczym.
Analizując problemy i możliwości związane z regulacją prawną, skupiał się na mediach. Przełomowe osiągnięcia techniczne (telewizja satelitarna i kablowa, digitalizacja, Internet) i towarzyszące im zmiany na rynku dały Hoffmannowi-Riemowi bogatą bazę źródłową do badania współzależności między tworzeniem prawa a rozwojem społecznym, technologicznym, ekonomicznym i politycznym. Prowadził badania porównawcze m.in. na uniwersytetach Stanforda, Berkeley, Harvarda czy Melbourne, co zaowocowało m.in. monografią Regulating media: the licensing and supervision of broadcasting in six countries.
Jako specjalista w dziedzinie prawa ochrony środowiska uważa, że współcześnie gałąź ta wymaga dokładnej analizy problemów związanych z tradycyjną regulacją prawną i że potrzebne jest nowe podejście regulacyjne. Jego głównym zainteresowaniem badawczym w tym zakresie jest współzależności między podmiotami rządowymi i prywatnymi („kooperatywne prawo administracyjne”, Kooperationsverwaltungsrecht), w szczególności pytanie, jakie prawo jest potrzebne, gdy państwo w dużej mierze przerzuca swoje obowiązki publiczne na sektor prywatny, pozostając jednakże odpowiedzialne za wypełnienie zadań. Próbując opisać tę dynamikę, ukuł termin „regulowanej samoregulacji” (regulierte Selbstregulierung).
W 1990 roku zainicjował dyskusję między akademikami i praktykami nad potrzebą i możliwością reformy niemieckiego prawa administracyjnego. Dyskusja zaowocowała dziesięciotomowym wydawnictwem zatytułowanym Schriften zur Reform des Verwaltungsrechts (Pisma o reformie prawa administracyjnego). Kolejnym owocem dyskusji jest podręcznik Grundlagen des Verwaltungsrecht („Podstawy prawa administracyjnego”), którego Hoffman-Riem jest redaktorem naukowym.
W latach 90., zdając sobie sprawę z publicznej krytyki niskiej zdolności niemieckiego społeczeństwa do innowacji, ograniczanej restrykcjami prawa, Hoffmann-Riem wezwał do ustanowienia nowej dyscypliny prawa – prawniczych badań nad innowacją (rechtwissenschaftlichen Innovationsforschung). W 1995 roku na Uniwersytecie w Hamburgu utworzył Centre for Research in Law and Innovation (CERI).

## Jako sędzia Federalnego Trybunału Konstytucyjnego
W 1999 roku SPD wskazała Hoffmanna-Riema jako kandydata na urząd sędziego Federalnego Trybunału Konstytucyjnego i został on później wybrany przez Bundesrat. Jako sędzia zajmował się przede wszystkim zagadnieniami wolności słowa, wolności prasy, prawa do zgromadzeń, ochrony prywatności, ochrony danych osobowych i prawem konkurencji.
Po zamachu z 11 września 2001 roku brał udział w wydawaniu orzeczeń, które wywołały ożywioną debatę publiczną (m.in. orzeczenie BVerfGE 109, 279 w tzw. sprawie Großen Lauschangriff z dn. 3 marca 2004 roku). Rozumiejąc obowiązek państwa polegający na zapewnianiu publicznego bezpieczeństwa, Federalny Trybunał Konstytucyjny zwracał jednak uwagę, że gwarancje wynikające z zasady rządów prawa muszą być wciąż respektowane, a służące im wymagania proceduralne – utrzymane. W wielu z tych orzeczeń, Federalny Trybunał Konstytucyjny zmagał się z zagadnieniami związanymi z nowoczesną technologią (np. przeszukania online, podsłuchy), które już od dawna były przedmiotem badań Hoffmanna-Riema.

## Odznaczenia
Wolfgang Hoffmann-Riem został w 2008 roku odznaczony Wielkim Krzyżem Zasługi z Gwiazdą Republiki Federalnej Niemiec przez prezydenta Horsta Köhlera.